# 완도교통
- 완도군의 농어촌버스 회사이다.
- 1987년 7월 25일에 설립했다.
- 인가대수는 10대이다.

- 계열사로는 신완도교통이 있었다.

- 시기미상으로 소안여객이 폐업하여 완도교통이 소안도 노선을 운행하게 되었다.